# Janusz Kołodziej (polityk)
Janusz Adam Kołodziej (ur. 18 maja 1959 w Jaśle) – polski polityk, przedsiębiorca, poseł na Sejm V kadencji w latach 2005–2007.

## Życiorys
Posiada wykształcenie średnie zawodowe. W 1982 ukończył studium budowlane (kierunek – budownictwo ogólne). Prowadzi przedsiębiorstwo remontowo-budowlane pod Jasłem. Od początku lat 80. działa w NSZZ „Solidarność”.
W wyborach samorządowych w 1998 bezskutecznie ubiegał się o mandat radnego powiatu jasielskiego z listy Akcji Wyborczej Solidarność. W 2002 wstąpił do Ligi Polskich Rodzin. Kierował regionalnymi strukturami LPR w okręgu krośnieńsko-przemyskim. W wyborach do Parlamentu Europejskiego w 2004 bez powodzenia kandydował z jej listy. Z ramienia tej samej partii w wyborach parlamentarnych w 2005 uzyskał mandat poselski liczbą 3786 głosów, kandydując w okręgu krośnieńskim. W wyborach parlamentarnych w 2007 bez powodzenia ubiegał się o reelekcję, wystąpił później z LPR. Został później doradcą wojewody podkarpackiego z rekomendacji PSL, a następnie był kandydatem tej partii w wyborach do Parlamentu Europejskiego w 2009. W wyborach samorządowych w 2010 bez powodzenia kandydował z ramienia komitetu Przymierze Samorządowe Podkarpacia do rady powiatu jasielskiego oraz na wójta gminy Skołyszyn (otrzymał 8,15% głosów).